# Економетрија
Економетрија се бави примјеном статистичких метода на економске податке. Економисти користе статистику за тестирање својих теорија или прављење предвиђања будућих кретања у економији. Пошто економски подаци нису експерименталне природе, а неријетко се јављају и случајности, у економетрији се користе стохастички умјесто детерминистичких модела.
Економетрија је „квантитативна анализа стварних економских појава заснована на истовременом развоју теорије и посматрања, повезаних одговарајућим методама закључивања“. Уводни уџбеник економије описује економетрију као омогућавање економистима „да обраде брдо података како би формулисали једноставне односе“. Јан Тинберген је један од два оснивача економетрије. Други, Рагнар Фриш, такође је сковао термин у смислу у ком се данас користи.
Основни алат за економетрију је модел вишеструке линеарне регресије. Економетријска теорија користи статистичку теорију и математичку статистику за процену и развој економетријских метода. Економетричари покушавају да пронађу процене које имају пожељна статистичка својства укључујући непристрасност, ефикасност и доследност. Примењена економетрија користи теоријску економетрију и податке из стварног света за процену економских теорија, развој економетријских модела, анализу економске историје и предвиђање.

## Основни модели: линеарна регресија
Основни алат за економетрију је модел вишеструке линеарне регресије. У савременој економетрији, други статистички алати се често користе, али је линеарна регресија и даље најчешће коришћена полазна тачка за анализу. Процена линеарне регресије на две варијабле могу се визуализовати као уклапање линије кроз тачке података које представљају упарене вредности независних и зависних променљивих.
На пример, размотрите Окунов закон, који повезује раст БДП-а са стопом незапослености. Овај однос је представљен у линеарној регресији где је промена стопе незапослености ({\displaystyle \Delta \ {\text{Незапосленост}}}) функција пресека ({\displaystyle \beta _{0}}), дата вредност раста БДП-а помножена коефицијентом нагиба {\displaystyle \beta _{1}} и термин грешке, {\displaystyle \varepsilon }:
{\displaystyle \Delta \ {\text{Незапосленост}}=\beta _{0}+\beta _{1}{\text{Раст}}+\varepsilon .}
Непознати параметри {\displaystyle \beta _{0}} и {\displaystyle \beta _{1}} се могу проценити. Овде се процењује да је {\displaystyle \beta _{0}} 0,83 и {\displaystyle \beta _{1}} се процењује на -1,77. То значи да ако се раст БДП-а повећа за један процентни поен, предвиђа се пад стопе незапослености за 1,77 * 1 поен, док се остало држи константним. Модел би се затим могао тестирати на статистичку значајност у погледу тога да ли је повећање раста БДП-а повезано са смањењем незапослености, као што је претпостављено. Ако се процена {\displaystyle \beta _{1}} није значајно разликовала од 0, тест не би успео да пронађе доказе да су промене у стопи раста и стопи незапослености биле повезане. Варијанца у предвиђању зависне варијабле (незапослености) као функција независне варијабле (раст БДП) дата је у полиномским најмањим квадратима.

## Историја
Предности примјене математике и статистике на област економије су уочене врло брзо. У другом дијелу 17. вијека, Сир Вилијам Пити је 1676. године објавио један веома важан чланак о методолошким основама економетрије. По Џејфију Лион Валрас, професор на Универзитету Луизијане је препознат као зачетник економске теорије опште равнотеже која се сматра теоријском основом модерне економије. 
Дана 29. децембра 1930. године у Кливленду, група економиста, статистичара и математичара је основала „Друштво економетрије“ с циљем промовисања математичких и статистичких теорија у вези с економијом. Тада је основан двомјесечни часопис „Econometrica“ који се први пут појавио у јануару 1933. године. Развој симултаних модела једначина које би се могле користити у временским серијама за економска предвиђања, био је моменат када је економетрија постала посебна област економије. Симултани модели су и данас веома битан дио економетрије.